# Poecilomorpha
Poecilomorpha (лат.) — род большеногов из подсемейства Megalopodinae трибы Sphondyliini.

## Описание
Голова сзади сужена. Внутренние края глаз позади их уголков параллельны. Усики умеренно длинные, заходят за тазики передних ног, жгутик усика состоит из 11-ти члеников. Переднеспинка трапециевидной формы. Переднеспинка и надкрылья в грубой пунктировке. Внешние края надкрылий почти параллельные. Бёдра задних ног вздутые. 

## Систематика
Включает около 50 видов, встречающихся в Афротропике и Ориентальной области, в том числе:
- вид: Poecilomorpha assamensis
- вид: Poecilomorpha cyanipennis
- вид: Poecilomorpha discolineata
- вид: Poecilomorpha downesii
- вид: Poecilomorpha laosensis
- вид: Poecilomorpha maculata
- вид: Poecilomorpha pretiosa
- вид: Poecilomorpha yunnana